# Merrilyn Gann
Merrilyn Gann (* 3. Januar 1963 in Vancouver, British Columbia) ist eine kanadische Schauspielerin.

## Karriere
In Deutschland wurde sie hauptsächlich durch ihre Rolle der „Rose Abbott“ in der Serie Everwood bekannt.
Seit 1977 wirkte sie in zahlreichen Fernsehproduktionen mit. In dem 1990 erschienenen Film Stephen Kings Es nach dem gleichnamigen Roman von Stephen King spielte sie ebenfalls eine kleine Gastrolle als Mutter eines ermordeten Mädchens.
In Roland Emmerichs Katastrophenfilm 2012 aus dem Jahr 2009 spielte sie die deutsche Bundeskanzlerin.

## Filmografie (Auswahl)
- 1977: Man schießt nicht auf den Lehrer (Why Shoot the Teacher?)
- 1987: Roxanne
- 1989–1990: MacGyver (Fernsehserie, zwei Folgen)
- 1990: Stephen Kings Es (It, Zweiteiler)
- 1991–1992: Das Gesetz der Straße (Street Justice, Fernsehserie, zwei Folgen)
- 1994, 1997: Akte X – Die unheimlichen Fälle des FBI (The X-Files, Fernsehserie, zwei Folgen)
- 1996: Entführt – Dein Kind gehört mir (A Kidnapping in the Family, Fernsehfilm)
- 1997: Millennium – Fürchte deinen Nächsten wie Dich selbst (Millennium, Fernsehserie, eine Folge)
- 1997: Outer Limits – Die unbekannte Dimension (The Outer Limits, Fernsehserie, Staffel 3, Folge 14: Der rote Knopf (Dead Man’s Switch))
- 1999: Poltergeist – Die unheimliche Macht (Poltergeist: The Legacy, Fernsehserie, eine Folge)
- 2002: X-Factor: Das Unfassbare (Beyond Belief: Fact or Fiction, Fernsehserie, eine Folge)
- 2002–2006: Everwood (Fernsehserie, 68 Folgen)
- 2007: Supernatural (Fernsehserie, Staffel 3, Folge 8: Übernatürliche Weihnachten (A Very Supernatural Christmas))
- 2009: 2012
- 2010: Smallville (Fernsehserie, eine Folge)
- 2011: Ice Road Terror (Fernsehfilm)
- 2011: The Killing (Fernsehserie, eine Folge)
- 2011: Marley & Ich 2 – Der frechste Welpe der Welt (Marley & Me: The Puppy Years)
- 2013: Emily Owens (Emily Owens, M.D., Fernsehserie, eine Folge)
- 2013: Die neue Prophezeiung der Maya (End of the World) (Fernsehfilm)